# Neptune Range
Neptune Range är en bergskedja i Antarktis. Den ligger i den centrala delen av kontinenten. Argentina, Brasilien, Chile och Storbritannien gör anspråk på området.